# 800 meter för damer i friidrott vid olympiska sommarspelen 2016
Damernas 800 meter vid olympiska sommarspelen 2016, i Rio de Janeiro i Brasilien avgjordes den 17-20 augusti på Estádio Olímpico João Havelange.

## Medaljörer
| Spel      | Guld                     | Silver                     | Brons                 |
| 800 meter | Caster Semenya Sydafrika | Francine Niyonsaba Burundi | Margaret Wambui Kenya |

## Resultat

### Kval

#### Heat 1
| Placering | Bana | Namn               | Nationalitet   | Tid     | Noteringar |
| --------- | ---- | ------------------ | -------------- | ------- | ---------- |
| 1         | 4    | Lynsey Sharp       | Storbritannien | 2:00,83 | Q          |
| 2         | 1    | Amela Terzić       | Serbien        | 2:00,99 | Q, SB      |
| 3         | 6    | Sahily Diago       | Kuba           | 2:01,38 |            |
| 4         | 8    | Angela Petty       | Nya Zeeland    | 2:02,40 |            |
| 5         | 7    | Justine Fedronic   | Frankrike      | 2:02,73 |            |
| 6         | 2    | Olha Lyakhova      | Ukraina        | 2:03,02 |            |
| 7         | 3    | Florina Pierdevară | Rumänien       | 2:03,32 |            |
| 8         | 5    | Ciara Everard      | Irland         | 2:07,91 |            |

#### Heat 2
| Placering | Bana | Namn                  | Nationalitet      | Tid     | Noteringar |
| --------- | ---- | --------------------- | ----------------- | ------- | ---------- |
| 1         | 4    | Caster Semenya        | Sydafrika         | 1:59,31 | Q          |
| 2         | 8    | Ajee' Wilson          | USA               | 1:59,44 | Q, SB      |
| 3         | 5    | Shelayna Oskan-Clarke | Storbritannien    | 1:59,67 | q          |
| 4         | 3    | Wang Chunyu           | Kina              | 1:59,93 | q PB       |
| 5         | 1    | Margarita Mukasjeva   | Kazakstan         | 2:00,97 |            |
| 6         | 2    | Claudia Bobocea       | Rumänien          | 2:03,75 |            |
| 7         | 7a   | Rose Nathike Lokonyen | Flyktingidrottare | 2:16,64 |            |
| 8         | 7b   | Houleye Ba            | Mauretanien       | 2:43,52 |            |
| –         | 6    | Rababe Arafi          | Marocko           | i.u.    | DNF        |

#### Heat 3
| Placering | Bana | Namn                | Nationalitet  | Tid     | Noteringar |
| --------- | ---- | ------------------- | ------------- | ------- | ---------- |
| 1         | 2    | Selina Büchel       | Schweiz       | 1:59,00 | Q, SB      |
| 2         | 6    | Margaret Wambui     | Kenya         | 1:59,66 | Q          |
| 3         | 4    | Natalija Prysjtjepa | Ukraina       | 1:59,80 | q          |
| 4         | 7    | Gudaf Tsegay        | Etiopien      | 2:00,13 |            |
| 5         | 5    | Sifan Hassan        | Nederländerna | 2:00,27 | SB         |
| 6         | 3    | Tintu Lukka         | Indien        | 2:00,58 | SB         |
| 7         | 8    | Selma Kajan         | Australien    | 2:05,20 |            |
| 8         | 1    | Tsepang Sello       | Lesotho       | 2:10,22 |            |

#### Heat 4
| Placering | Bana | Namn                | Nationalitet | Tid     | Noteringar |
| --------- | ---- | ------------------- | ------------ | ------- | ---------- |
| 1         | 3    | Melissa Bishop      | Kanada       | 1:58,38 | Q          |
| 2         | 4    | Maryna Arzamasava   | Belarus      | 1:58,44 | Q, SB      |
| 3         | 5    | Habitam Alemu       | Etiopien     | 1:58,99 | q, PB      |
| 4         | 7    | Noélie Yarigo       | Benin        | 1:59,12 | q          |
| 5         | 2    | Halimah Nakaayi     | Uganda       | 1:59,78 | q, PB      |
| 6         | 8    | Aníta Hinriksdóttir | Island       | 2:00,14 | NR         |
| 7         | 1    | Christina Hering    | Tyskland     | 2:01,04 |            |
| 8         | 6    | Fatma El Sharnouby  | Egypten      | 2:21,24 |            |

#### Heat 5
| Placering | Bana | Namn                | Nationalitet | Tid     | Noteringar |
| --------- | ---- | ------------------- | ------------ | ------- | ---------- |
| 1         | 3    | Eunice Jepkoech Sum | Kenya        | 1:59,83 | Q          |
| 2         | 2    | Nataliia Lupu       | Ukraina      | 1:59,91 | Q          |
| 3         | 7    | Kate Grace          | USA          | 1:59,96 | q          |
| 4         | 8    | Renée Eykens        | Belgien      | 2:00,00 | q, PB      |
| 5         | 1    | Tigist Assefa       | Etiopien     | 2:00,21 | SB         |
| 6         | 6    | Winnie Nanyondo     | Uganda       | 2:02,77 |            |
| 7         | 4    | Amna Bakhit         | Sudan        | 2:07,65 |            |
| 8         | 5    | Swe Li Myint Myint  | Myanmar      | 2:16,98 |            |

#### Heat 6
| Placering | Bana | Namn               | Nationalitet | Tid     | Noteringar |
| --------- | ---- | ------------------ | ------------ | ------- | ---------- |
| 1         | 3    | Angelika Cichocka  | Polen        | 2:00,42 | Q          |
| 2         | 1    | Yusneysi Santiusti | Italien      | 2:00,45 | Q          |
| 3         | 4    | Rose Mary Almanza  | Kuba         | 2:00,50 |            |
| 4         | 8    | Malika Akkaoui     | Marocko      | 2:00,52 |            |
| 5         | 7    | Hedda Hynne        | Norge        | 2:01,64 |            |
| 6         | 2    | Déborah Rodríguez  | Uruguay      | 2:01,86 | SB         |
| 7         | 5    | Simoya Campbell    | Jamaica      | 2:02,07 |            |
| 8         | 6    | Charline Mathias   | Luxemburg    | 2:09,30 |            |

#### Heat 7
| Placering | Bana | Namn             | Nationalitet | Tid     | Noteringar |
| --------- | ---- | ---------------- | ------------ | ------- | ---------- |
| 1         | 1    | Joanna Jóźwik    | Polen        | 2:01,58 | Q          |
| 2         | 6    | Winny Chebet     | Kenya        | 2:01,65 | Q          |
| 3         | 8    | Esther Guerrero  | Spanien      | 2:01,85 |            |
| 4         | 4    | Lisneidy Veitia  | Kuba         | 2:02,10 |            |
| 5         | 2    | Rénelle Lamote   | Frankrike    | 2:02,19 |            |
| 6         | 5    | Eglė Balčiūnaitė | Litauen      | 2:02,98 | SB         |
| 7         | 7    | Kenia Sinclair   | Jamaica      | 2:03,76 |            |
| 8         | 3    | Flávia de Lima   | Brasilien    | 2:03,78 | SB         |

#### Heat 8
| Placering | Bana | Namn                  | Nationalitet                 | Tid     | Noteringar |
| --------- | ---- | --------------------- | ---------------------------- | ------- | ---------- |
| 1         | 4    | Francine Niyonsaba    | Burundi                      | 1:59,84 | Q          |
| 2         | 5    | Lovisa Lindh          | Sverige                      | 2:00,04 | Q, PB      |
| 3         | 8    | Natoya Goule          | Jamaica                      | 2:00,49 |            |
| 4         | 3    | Lucia Hrivnák Klocová | Slovakien                    | 2:00,57 | SB         |
| 5         | 7    | Julija Karol          | Belarus                      | 2:01,09 | PB         |
| 6         | 2    | Chrishuna Williams    | USA                          | 2:01,19 |            |
| 7         | 1    | Fabienne Kohlmann     | Tyskland                     | 2:05,36 |            |
| 8         | 6    | Elisabeth Mandaba     | Centralafrikanska republiken | 2:11,70 | NR         |

### Semifinaler

#### Semifinal 1
| Placering | Bana | Namn                | Nationalitet | Tid     | Noteringar |
| --------- | ---- | ------------------- | ------------ | ------- | ---------- |
| 1         | 3    | Margaret Wambui     | Kenya        | 1:59,21 | Q          |
| 2         | 6    | Francine Niyonsaba  | Burundi      | 1:59,59 | Q          |
| 3         | 7    | Ajee' Wilson        | USA          | 1:59,75 |            |
| 4         | 4    | Natalija Prysjtjepa | Ukraina      | 1:59,95 |            |
| 5         | 1    | Renée Eykens        | Belgien      | 2:00,45 |            |
| 6         | 8    | Halimah Nakaayi     | Uganda       | 2:00,63 |            |
| 7         | 2    | Yusneysi Santiusti  | Italien      | 2:00,80 |            |
| 8         | 5    | Angelika Cichocka   | Polen        | 2:01,29 |            |

#### Semifinal 2
| Placering | Bana | Namn                  | Nationalitet   | Tid     | Noteringar |
| --------- | ---- | --------------------- | -------------- | ------- | ---------- |
| 1         | 1    | Joanna Jóźwik         | Polen          | 1:58,93 | Q, SB      |
| 2         | 4    | Melissa Bishop        | Kanada         | 1:59,05 | Q          |
| 3         | 5    | Selina Büchel         | Schweiz        | 1:59,35 |            |
| 4         | 2    | Lovisa Lindh          | Sverige        | 1:59,41 | PB         |
| 5         | 7    | Shelayna Oskan-Clarke | Storbritannien | 1:59,45 | SB         |
| 6         | 6    | Habitam Alemu         | Etiopien       | 2:00,07 |            |
| 7         | 3    | Eunice Jepkoech Sum   | Kenya          | 2:00,88 |            |
| 8         | 8    | Nataliia Lupu         | Ukraina        | 2:02,10 |            |

#### Semifinal 3
| Placering | Bana | Namn              | Nationalitet   | Tid     | Noteringar |
| --------- | ---- | ----------------- | -------------- | ------- | ---------- |
| 1         | 5    | Caster Semenya    | Sydafrika      | 1:58,15 | Q          |
| 2         | 4    | Lynsey Sharp      | Storbritannien | 1:58,65 | Q          |
| 3         | 6    | Kate Grace        | USA            | 1:58,79 | q, PB      |
| 4         | 3    | Maryna Arzamasava | Belarus        | 1:58,87 | q          |
| 5         | 8    | Noélie Yarigo     | Benin          | 1:59,78 |            |
| 6         | 7    | Winny Chebet      | Kenya          | 2:01,90 |            |
| 7         | 2    | Amela Terzić      | Serbien        | 2:03,81 |            |
| 8         | 1    | Wang Chunyu       | Kina           | 2:04,05 |            |

### Final
| Placering | Bana | Namn               | Nationalitet   | Tid     | Noteringar |
| --------- | ---- | ------------------ | -------------- | ------- | ---------- |
| 1         | 3    | Caster Semenya     | Sydafrika      | 1:55,28 | NR         |
| 2         | 5    | Francine Niyonsaba | Burundi        | 1:56,49 |            |
| 3         | 4    | Margaret Wambui    | Kenya          | 1:56,89 | PB         |
| 4         | 6    | Melissa Bishop     | Kanada         | 1:57,02 | NR         |
| 5         | 2    | Joanna Jóźwik      | Polen          | 1:57,37 | PB         |
| 6         | 7    | Lynsey Sharp       | Storbritannien | 1:57,69 | PB         |
| 7         | 8    | Maryna Arzamasava  | Belarus        | 1:59,10 |            |
| 8         | 1    | Kate Grace         | USA            | 1:59,57 |            |